# Littoridina crosseana
Littoridina crosseana är en snäckart som först beskrevs av Henry Augustus Pilsbry 1910.  Littoridina crosseana ingår i släktet Littoridina och familjen tusensnäckor. Inga underarter finns listade i Catalogue of Life.